# Erika Stich
Erika Henriete Stich (* 15. Dezember 1967) ist eine italienische Badmintonspielerin rumänischer Herkunft.

## Karriere
Erika Stich war Anfang der 1990er Jahre bei den nationalen und internationalen Titelkämpfen von Rumänien erfolgreich. Im neuen Jahrtausend gewann sie in ihrer neuen Heimat ebenfalls die nationalen Titelkämpfe.

## Sportliche Erfolge
| Saison | Veranstaltung                    | Disziplin   | Platz | Name                                    |
| ------ | -------------------------------- | ----------- | ----- | --------------------------------------- |
| 1991   | Rumänien: Einzelmeisterschaften  | Dameneinzel | 1     | Erika Stich                             |
| 1991   | Rumänien: Einzelmeisterschaften  | Damendoppel | 1     | Liliana Soveja / Erika Stich            |
| 1992   | Romanian International           | Mixed       | 1     | Emerik Balazs / Erika Stich             |
| 1992   | Rumänien: Einzelmeisterschaften  | Damendoppel | 1     | Csilla Cozma / Erika Stich              |
| 1993   | Rumänien: Einzelmeisterschaften  | Mixed       | 1     | Emerik Balazs / Erika Stich             |
| 1993   | Rumänien: Einzelmeisterschaften  | Dameneinzel | 1     | Erika Stich                             |
| 1995   | Rumänien: Einzelmeisterschaften  | Dameneinzel | 1     | Erika Stich                             |
| 1995   | Rumänien: Einzelmeisterschaften  | Damendoppel | 1     | Daniela Timofte / Erika Stich           |
| 2000   | Italien: Einzelmeisterschaften   | Dameneinzel | 1     | Erika Henriete Stich                    |
| 2001   | Italien: Einzelmeisterschaften   | Damendoppel | 1     | Agnese Allegrini / Erika Henriete Stich |
| 2005   | Italien: Einzelmeisterschaften   | Dameneinzel | 1     | Erika Stich                             |
| 2005   | Italien: Einzelmeisterschaften   | Damendoppel | 1     | Federica Panini / Erika Stich           |
| 2009   | Italien: Einzelmeisterschaften   | Damendoppel | 1     | Federica Panini / Erika Stich           |
| 2010   | Italien: Einzelmeisterschaften   | Damendoppel | 1     | Federica Panini / Erika Stich           |
| 2010   | Senioren-Europameisterschaft 40+ | Dameneinzel | 3     | Erika Henriete Stich                    |